# Neuhausen-Nymphenburg
Neuhausen-Nymphenburg è uno dei distretti in cui è suddivisa la città di Monaco di Baviera, in Germania. Viene identificato col numero 9.

## Geografia fisica
Il distretto si trova a sud-ovest del centro della città.

### Suddivisione
Il distretto è suddiviso amministrativamente in 6 quartieri (Bezirksteile):
1. Neuhausen
2. Nymphenburg
3. Oberwiesenfeld
4. St. Vinzenz
5. Alte Kaserne
6. Dom Pedro